# Eisenbahn-Museum Jünkerath

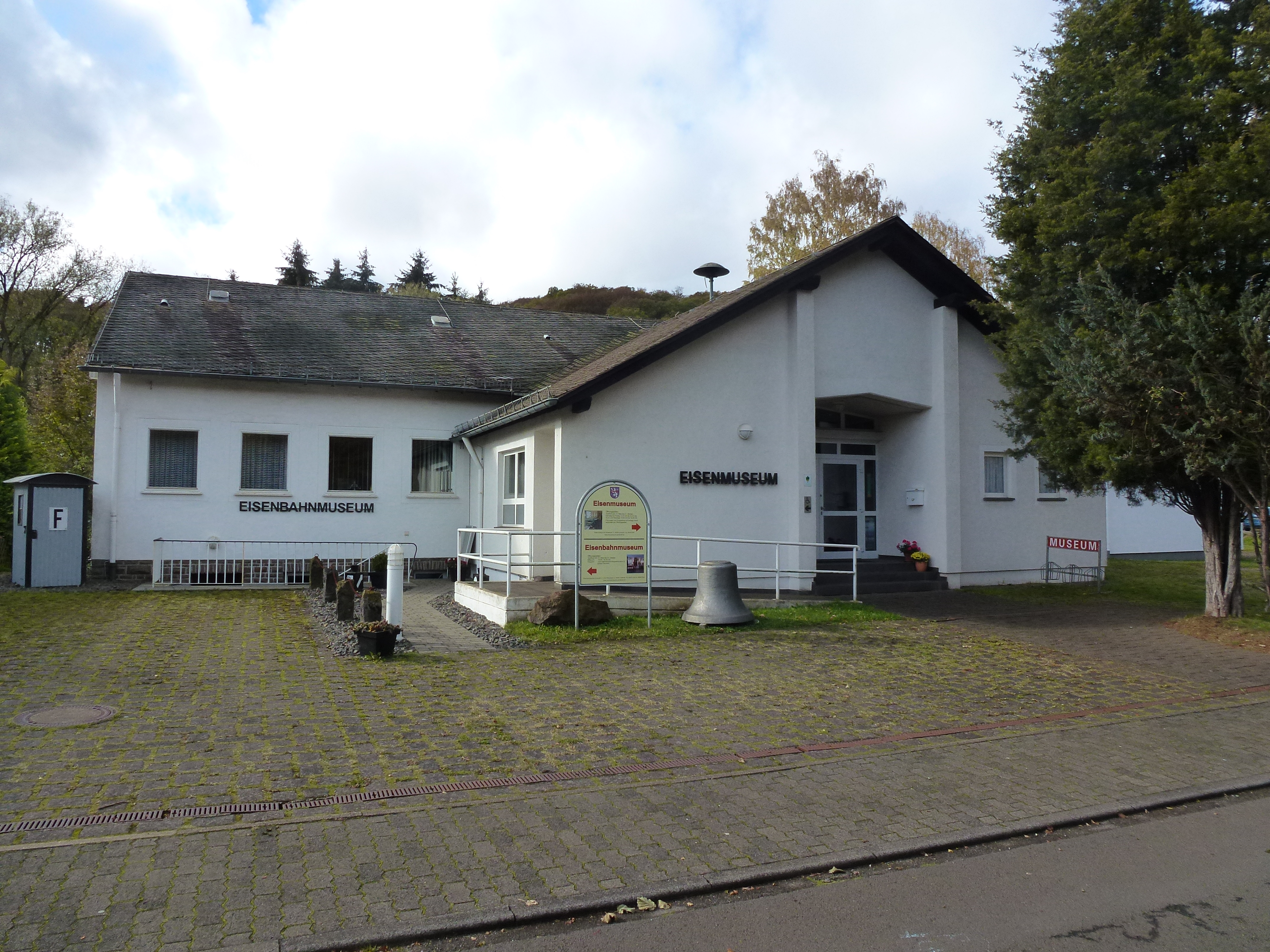
Museumsgebäude, das bis 2021 gemeinsam mit dem Eisenmuseum genutzt wurde

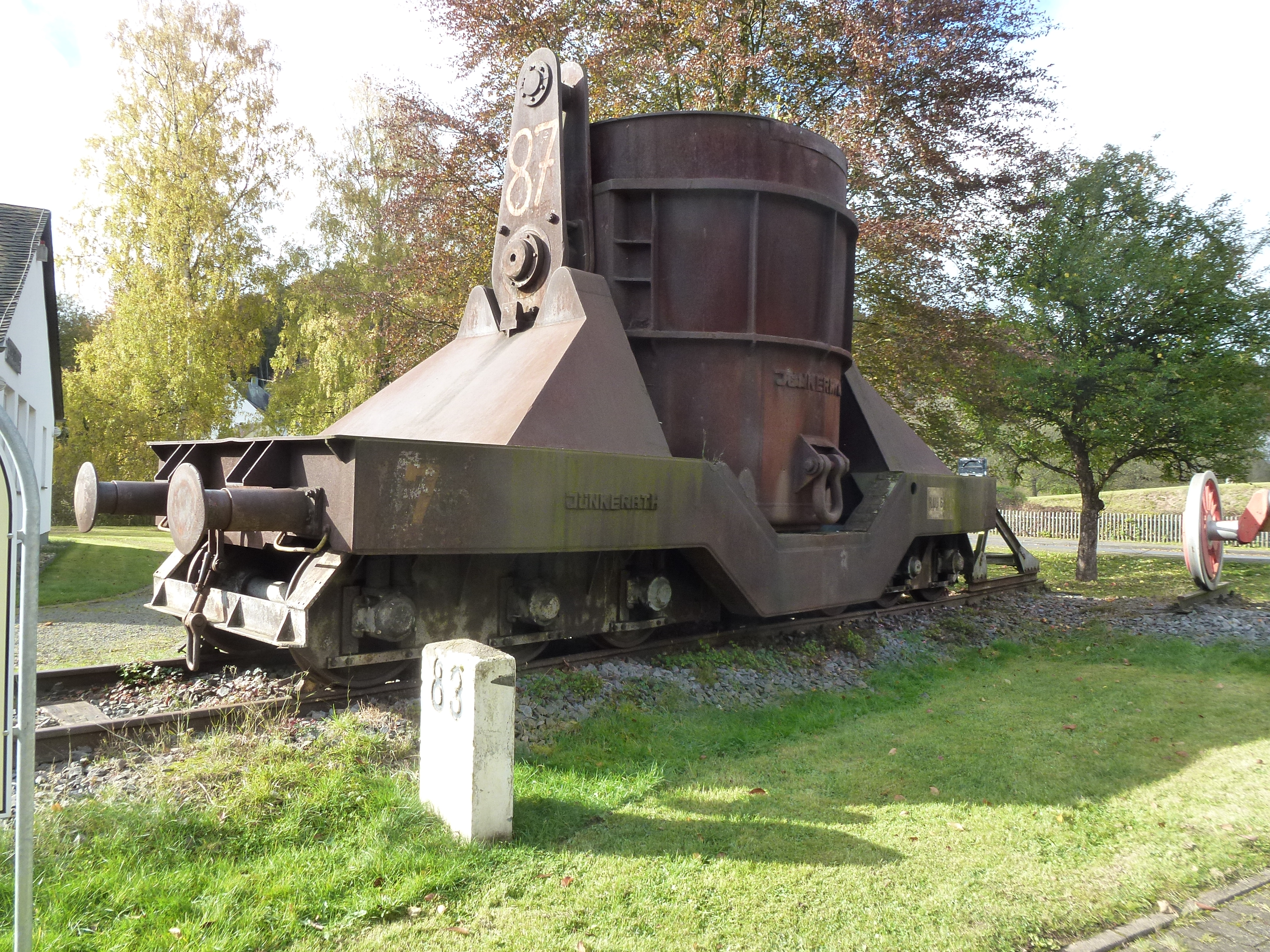
Roheisenpfannenwagen

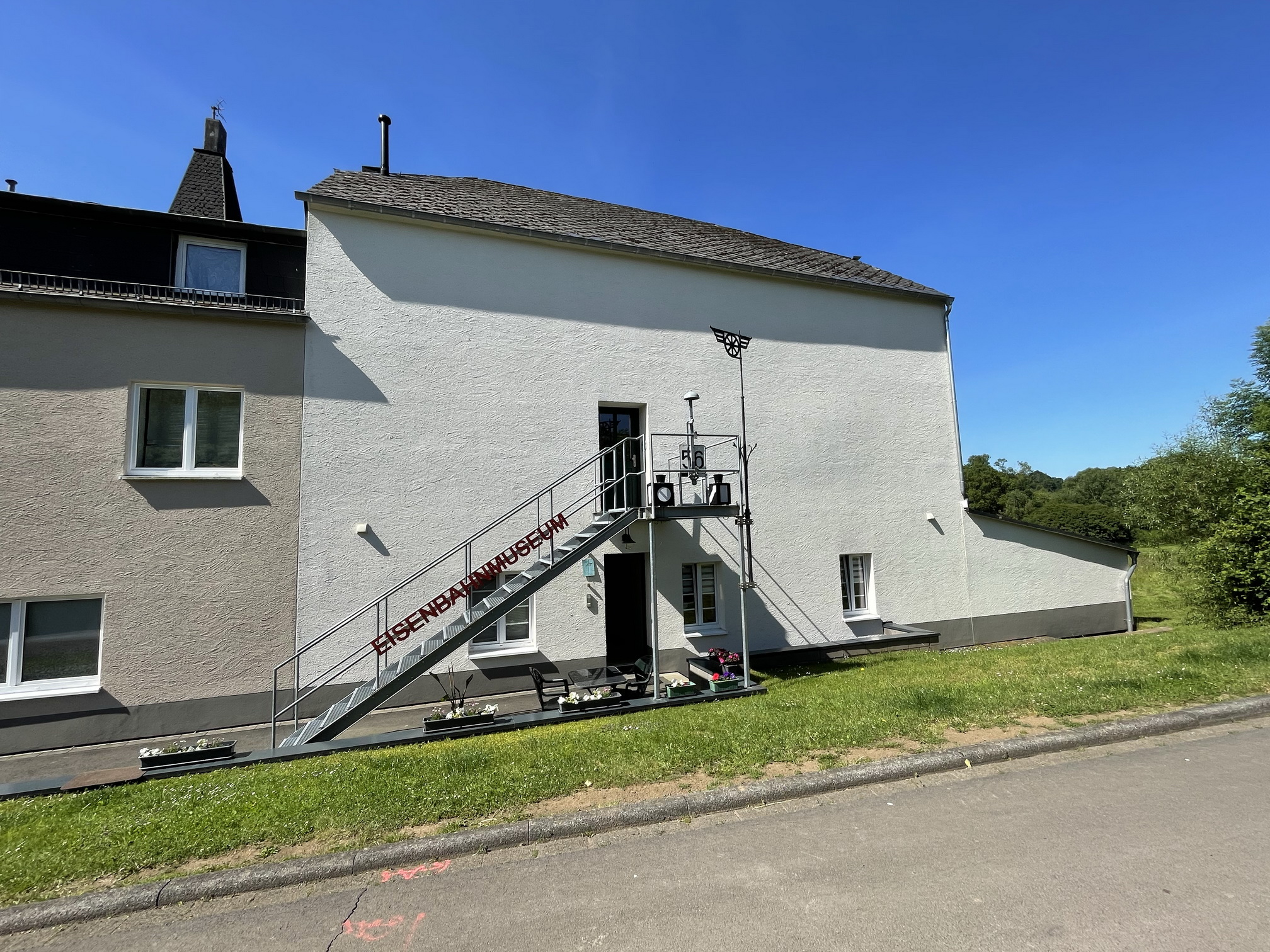
Das neue Museumsgebäude in der Mühlengasse

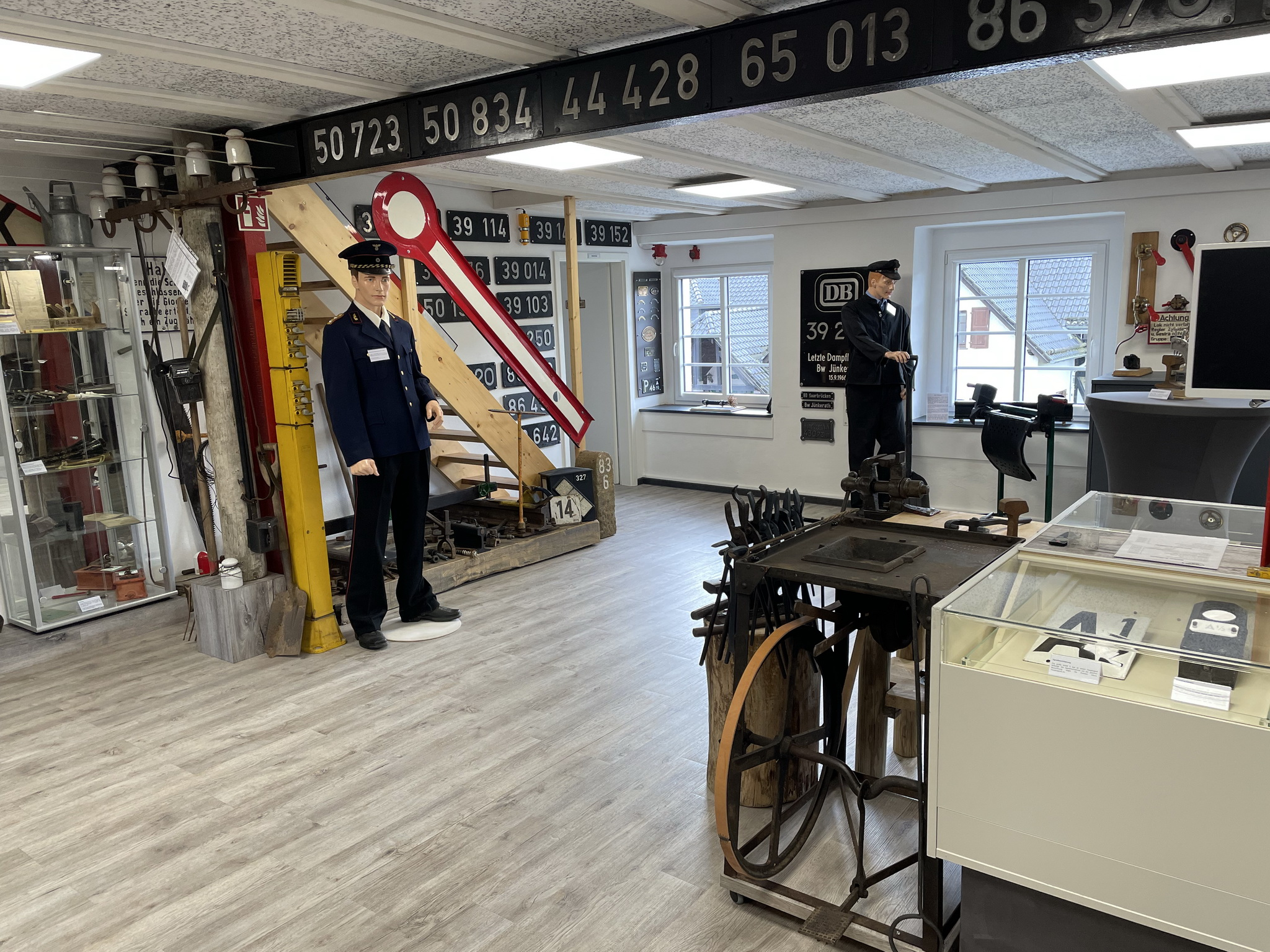
Innenraum des Eisenbahnmuseums Jünkerath

Das 2008 gegründete Eisenbahn-Museum Jünkerath in Jünkerath im Landkreis Vulkaneifel in Rheinland-Pfalz wird von dem Verein Eisenbahnfreunde Jünkerath
e.V. betrieben.
Jünkerath war ein Eisenbahnknotenpunkt der Eifelstrecke Köln – Trier und der Nebenbahnen Dümpelfeld – Lissendorf und Jünkerath – Losheim – Weywertz. Der Ort wurde nachhaltig durch das 1966 geschlossene Bahnbetriebswerk Jünkerath geprägt, das in der Dampflokzeit zahlreiche Baureihen beheimatete, insbesondere die Baureihe 39.
Das Museum zeigt Exponate aus über 140 Jahren Eisenbahngeschichte mit regionalem Schwerpunkt Eifel. Das Spektrum reicht von einem großen Roheisenpfannenwagen der Jünkerather Gewerkschaft und einer Treibachse der Dampflok 44 1211 bis zu kleinen Gegenständen des Eisenbahnalltags wie Lampen, Werkzeug, Signale, Telefone, Morsegeräte, Dienstvorschriften oder Zuglaufschilder.
Das Museum verfügt über eine Sammlung von über 100 Eisenbahner-Dienstmützen aus mehreren Epochen deutscher Eisenbahngeschichte. Eine Rarität ist ein Planarchiv, in dem sich mehrere hundert historische Pläne zu verschiedenen Abschnitten stillgelegter und noch bestehender Eisenbahntrassen insbesondere aus dem Bereich der Kreise Bitburg-Prüm, Vulkaneifel, Euskirchen und Ahrweiler befinden, darunter Strecken- und Oberbaupläne sowie Entwürfe von Eisenbahnhochbauten und Ingenieurbauwerken (Tunnel).
Bei dem Jahrhunderthochwasser vom 14./15. Juli 2021 wurde das Museum am Standort „Am Römerwall“ in Jünkerath vollkommen überflutet. Zahlreiche Exponate gingen verloren oder wurden beschädigt. Die Eisenbahnfreunde Jünkerath haben in der Mühlengasse 3a in Jünkerath-Glaadt ein neues Museum aufgebaut, das am 2. Juni 2024 eröffnet wurde. Das Museum befindet sich im 1. Stock in einer ehemaligen Getreidemühle. Es ist jeweils vom 1. April bis 30. September samstags von 14:00 Uhr bis 16:00 Uhr geöffnet. Außerdem können individuelle Termine vereinbart werden.  
Im Eisenbahnmuseum Jünkerath finden regelmäßig Veranstaltungen (Vorträge, Ausstellungen etc.) zu eisenbahnhistorischen Themen statt. Ein fester Termin ist der dritte Samstag im November. 
Am ehemaligen Standort steht derzeit nur noch der Roheisenpfannenwagen. Die Achse der 44 1211 wurde im Februar 2022 am Park & Ride-Parkplatz unweit des Bahnhofs Jünkerath aufgestellt. Auch der Roheisenpfannenwagen soll an einen neuen Standort gebracht werden. Dies ist für 2025 vorgesehen.